# Manuel Soares Costa
Manuel José Dias Soares Costa (Lisboa, 19 de março de 1933 — Lisboa, 2 de setembro de 2021) foi um político português. Ocupou o cargo de Ministro da Agricultura no IX Governo Constitucional.

## Funções governamentais exercidas
- IX Governo Constitucional
  - Ministro da Agricultura, Florestas e Alimentação